# Jorge Negrete Vea
Jorge Negrete Vea (* 23. März 1943 in Nogales, Sonora; † 4. Januar 2019) war ein mexikanischer Fußballspieler auf der Position eines Verteidigers.

## Laufbahn
Negrete Vea begann seine Profikarriere beim Club América, mit dem er in der Saison 1965/66 den ersten Meistertitel der Vereinsgeschichte in der 1943 eingeführten Profiliga gewann. Allerdings war Negrete in jener Spielzeit nicht zum Einsatz gekommen und weil er auch weiterhin kaum eingesetzt wurde, wechselte er zum in der zweiten Liga spielenden Puebla FC, mit dem er 1970 in die erste Liga aufstieg.
1973 in Diensten des CD Veracruz stehend, musste er seine Laufbahn als Fußballer aufgrund einer langwierigen Knieverletzung beenden. Negrete Vea kehrte zurück nach Ensenada, wo er viele Jahre seiner Kindheit und Jugend verbracht hatte, und unterzog sich einer Knieoperation.

## Erfolge
- Mexikanischer Meister: 1965/66
- Mexikanischer Zweitligameister: Torneo México 70